# Довженко Тарас Григорович
Тара́с Григо́рович Довже́нко (6 квітня 1931 , Київ  — 27 червня 2020 , Бостон, Массачусетс, США ) — український архітектор. Член-кореспондент Української академії архітектури (1992). Заслужений архітектор України (1994).

## Біографічні відомості
Народився 6 квітня 1931 року в Києві, син художника-монументаліста Григорія Довженка.
1956 року закінчив Київський державний художній інститут (нині НАОМА — Національна академія образотворчого мистецтва і архітектури). У 1963–1998 роках працював у Київському НДПІ містобудування. З 1999 року жив у США. Помер 27 червня 2020 року в Бостоні, США.

## Споруди
- Генеральні плани забудови та реконструкції (всі — у співавторстві):
  - Києва (1956–1960),
  - детальне планування житлових районів Києва: Сирець (1957), Русанівка (1959–1960), Березняки (1960),
  - Одеси (1965),
  - Дніпропетровська (1970),
  - генеральний план та районне планування нового житлового масиву Дружба і центру міста Буйнакськ (Дагестан, РФ, 1970–1973),
  - Кароліно-Бугаза Одеської області (1975),
  - Южне Одеської області (1975),
  - Кам'янця-Подільського (1978),
  - Дніпродзержинська (1979),
  - селище вахтовиків Зелений Мис Чорнобильської АЕС (1986),
  - Сваляви Закарпатської області (1992),
- Собор Богоявлення у Дніпродзержинську (1993).
- Житловий квартал у місті Дубно Рівненської області (1995).

Один з архітекторів (разом з Ізяславом Медведовським) пам'ятника Леніну в Кам'янці-Подільському (1970), пам'ятника «Синам баштанської республіки» в Баштанці Миколаївської області (1971, у співавторстві з Григорієм Довженком).